# 나비가오리속
나비가오리속(Gymnura)은 매가오리목에 속하는 가오리 속의 하나이다. 나비가오리과(Gymnuridae)의 유일속이다. 전세계의 온대 바다에서 발견되며, 강어귀에 나타나기도 한다. 나비가오리와 남풍나비가오리 등을 포함하고 있다.

## 하위 종

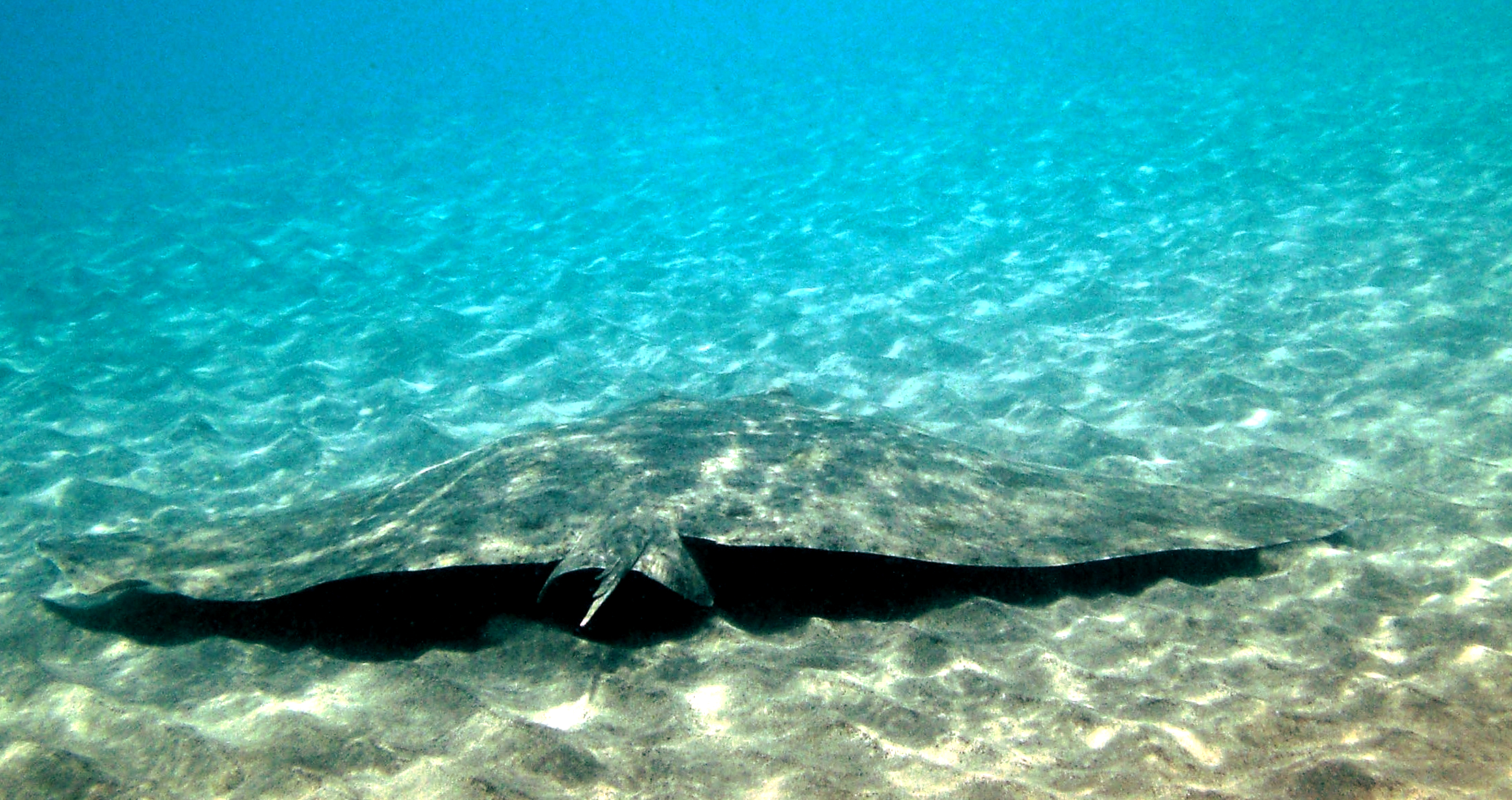
나비가오리

- Gymnura afuerae (Hildebrand, 1946)
- Gymnura altavela (Linnaeus, 1758)
- 남풍나비가오리 (Gymnura australis) (E. P. Ramsay & Ogilby, 1886)
- Gymnura bimaculata (Norman, 1925)
- Gymnura crebripunctata (W. K. H. Peters, 1869)
- Gymnura crooki Fowler, 1934
- Gymnura hirundo (R. T. Lowe, 1843)
- 나비가오리 (Gymnura japonica) (Temminck & Schlegel, 1850)
- Gymnura marmorata (J. G. Cooper, 1864)
- Gymnura micrura (Bloch]] & J. G. Schneider, 1801)
- Gymnura natalensis (Gilchrist & W. W. Thompson, 1911)
- Gymnura poecilura (G. Shaw, 1804)
- Gymnura tentaculata J. P. Müller & Henle, 1841
- Gymnura zonura Bleeker, 1852